# WWF The Music, Vol. 5
WWF The Music Vol. 5 è un album pubblicato dalla World Wrestling Federation nel 2001; contiene le musiche d'entrata dei maggiori wrestler della federazione attivi nel 2001.

## Tracce
Tutte le tracce sono state scritte dal compositore Jim Johnston.
| Traccia | Titolo                | Wrestler/PPV         | Durata |
| ------- | --------------------- | -------------------- | ------ |
| 1       | The Game (Motörhead)  | Triple H             | 3:29   |
| 2       | Rowdy                 | K-Kwik               | 3:13   |
| 3       | If You Dare           | Tazz                 | 3:23   |
| 4       | It Just Feels Right   | Lita                 | 2:54   |
| 5       | Out of the fire       | Kane                 | 3:09   |
| 6       | Latino Heat           | Eddie Guerrero       | 2:50   |
| 7       | I've Got It All       | "The One" Billy Gunn | 3:26   |
| 8       | What About Me         | Raven                | 3:06   |
| 9       | Who I Am              | Chyna                | 3:11   |
| 10      | Medal                 | Kurt Angle           | 2:52   |
| 11      | Bad Man               | Rikishi              | 3:14   |
| 12      | Shooter               | Chris Benoit         | 2:43   |
| 13      | Turn It Up            | Too Cool             | 2:58   |
| 14      | Pie feat. Slick Rick) | The Rock             | 6:16   |